# Bucheggberg (huyện)

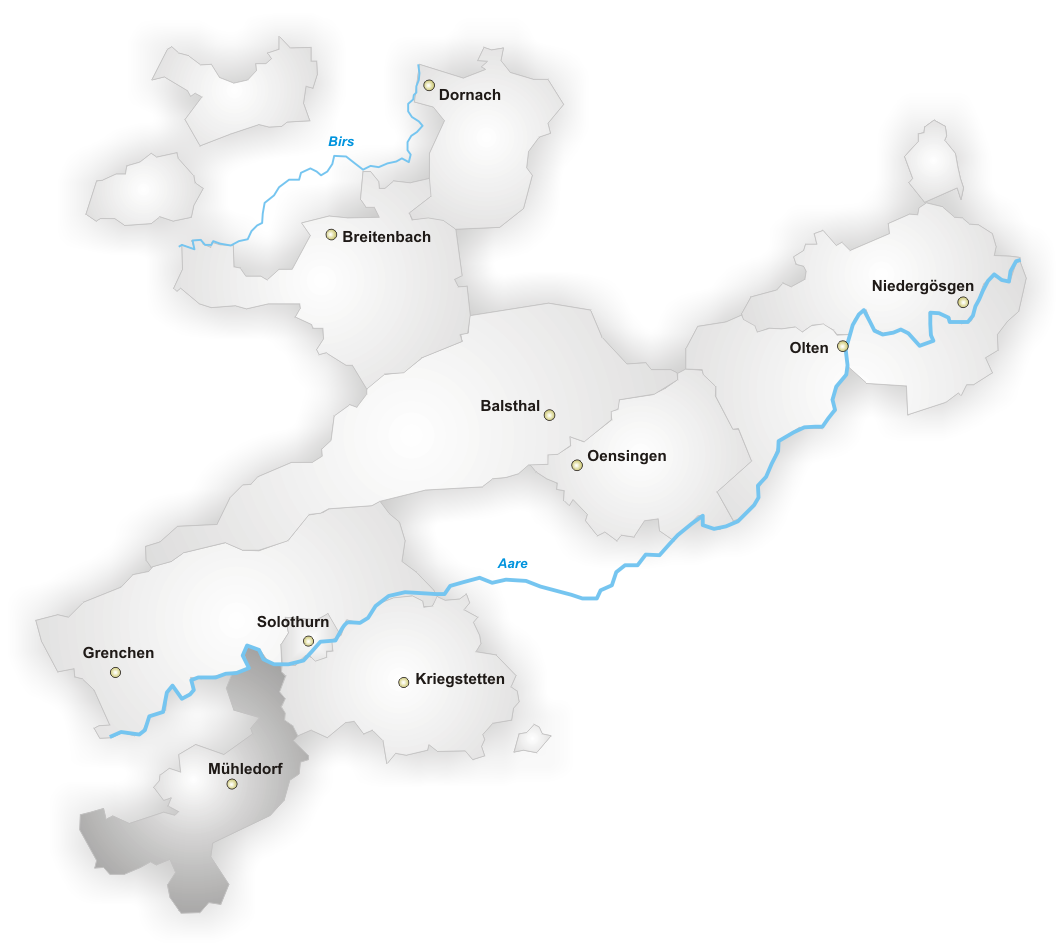
huyện Bucheggberg, bang Solothurn

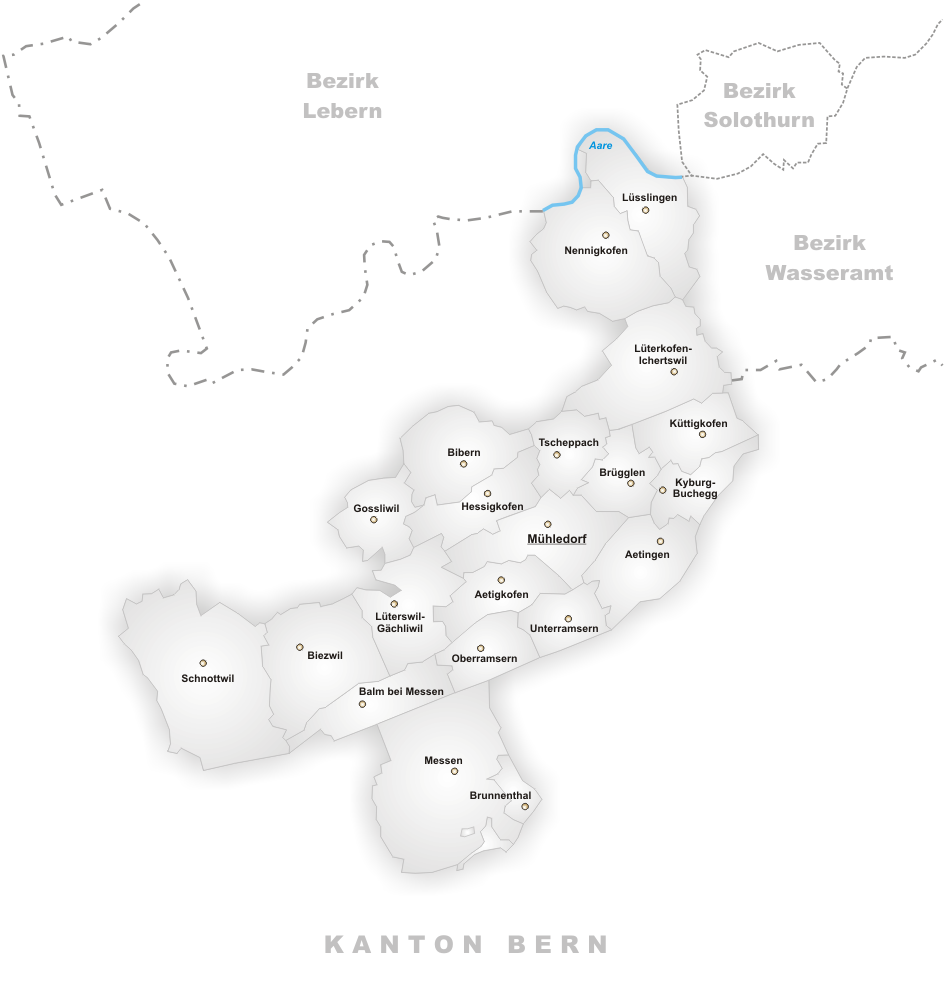
Các đô thị của Bucheggberg

Bucheggberg là một trong 10 huyện của bang Solothurn ở Thụy Sĩ, tọa lạc ở phía tây nam bang. Cùng với huyện Wasseramt, huyện này tạo thành Amtei (khu vực bầu cử) Wasseramt-Bucheggberg.
Bucheggberg có các đô thị sau:
| Huy hiệu              | Đô thị                | Dân số (tháng 12 năm 2005) | Diện tích, km² |
| --------------------- | --------------------- | -------------------------- | -------------- |
| Erlinsbach            | Erlinsbach            | 2937                       | 8,90           |
| Aetigkofen            | Aetigkofen            | 184                        | 2,03           |
| Aetingen              | Aetingen              | 289                        | 2,85           |
| Balm bei Messen       | Balm bei Messen       | 111                        | 2,15           |
| Bibern                | Bibern                | 227                        | 2,99           |
| Biezwil               | Biezwil               | 315                        | 4,18           |
| Brügglen              | Brügglen              | 194                        | 1,70           |
| Brunnenthal           | Brunnenthal           | 203                        | 0,91           |
| Gossliwil             | Gossliwil             | 194                        | 1,98           |
| Hessigkofen           | Hessigkofen           | 246                        | 2,25           |
| Küttigkofen           | Küttigkofen           | 260                        | 2,17           |
| Kyburg-Buchegg        | Kyburg-Buchegg        | 324                        | 1,61           |
| Lüsslingen            | Lüsslingen            | 494                        | 3,22           |
| Lüterkofen-Ichertswil | Lüterkofen-Ichertswil | 715                        | 4,40           |
| Lüterswil-Gächliwil   | Lüterswil-Gächliwil   | 343                        | 3,09           |
| Messen                | Messen                | 1021                       | 7,05           |
| Mühledorf             | Mühledorf             | 347                        | 3,32           |
| Nennigkofen           | Nennigkofen           | 493                        | 4,60           |
| Oberramsern           | Oberramsern           | 96                         | 1,77           |
| Schnottwil            | Schnottwil            | 991                        | 7,19           |
| Tscheppach            | Tscheppach            | 192                        | 1,86           |
| Unterramsern          | Unterramsern          | 198                        | 1,54           |
|                       | Total                 | 7437                       | 62.86          |

Bản mẫu:Districts of the canton of Solothurn